# Fulvia (femme de Saturninus)
Fulvia est une femme romaine qui a vécu pendant le règne de l'Empereur romain Tibère. Elle était l'épouse de Saturninus, un amicus de Tibère. On la confond parfois avec Fulvie, la femme de Marc Antoine, décédée avant le début du Principat.
Fulvia se convertit au judaïsme à travers les enseignements d'un escroc Juif réfugié à Rome qui la persuade d'envoyer de l'or et de la pourpre au Temple de Jérusalem pour détourner ensuite ces contributions à son seul profit. Saturninus dénonce les fraudeurs à l'Empereur Tibère qui bannit les Juifs de Rome (en 19 ap. J.-C.).